# 매슈 본 (영화 감독)
매슈 본(영어: Matthew Vaughn, 1971년 3월 7일 ~ )은 잉글랜드의 영화 감독 겸 각본가, 프로듀서이다.

## 주요 감독 작품
- 아가일 (2024)
- 킹스맨: 퍼스트 에이전트 (2021)
- 킹스맨: 골든 서클 (2017)
- 킹스맨: 시크릿 에이전트 (2015)
- 엑스맨: 퍼스트 클래스 (2011)
- 킥 애스: 영웅의 탄생 (2010)
- 스타더스트 (2007)
- 레이어 케이크 (2004)